# Atheta lapponica
Atheta lapponica är en skalbaggsart som beskrevs av J. Sahlberg 1876. Atheta lapponica ingår i släktet Atheta, och familjen kortvingar. Arten är reproducerande i Sverige.